# Gippsland GA10
Die Gippsland GA10 Airvan ist ein Mehrzwecktransportflugzeug des australischen Herstellers GippsAero.

## Geschichte und Konstruktion
Nach der erfolgreichen Entwicklung der kolbenmotorgetriebenen Gippsland GA8 wurde die Konstruktion gestreckt, sodass nun zehn Personen Platz finden. Zudem wurde ein Turboproptriebwerk eingebaut, wodurch die Nutzlast erhöht werden konnte. Die GA10 ist ein abgestrebter Hochdecker mit nicht einziehbarem Bugradfahrwerk und konventionellem Leitwerk. Die GA10 verwendet viele Teile der GA8, wodurch die Produktionskosten gesenkt werden können. Ähnlich wie bei der GA8 soll auch ein STOL-Kit für die GA10 entwickelt werden. Der 20-minütige Erstflug fand am 1. Mai 2012 statt. Die Musterzulassung nach FAR-23-Standard soll Mitte 2013 erfolgen.

## Technische Daten
| Kenngröße             | Daten                                                    |
| --------------------- | -------------------------------------------------------- |
| Besatzung             | 1                                                        |
| Passagiere            | 9                                                        |
| Länge                 | 10,23 m                                                  |
| Spannweite            | 12,41 m                                                  |
| Höhe                  | 3,89 m                                                   |
| Flügelfläche          | 19,3 m²                                                  |
| Leermasse             | 1066 kg                                                  |
| max. Startmasse       | 2150 kg                                                  |
| Reisegeschwindigkeit  | 278 km/h (150 kts)                                       |
| Höchstgeschwindigkeit | 293 km/h (158 kts)                                       |
| Dienstgipfelhöhe      |                                                          |
| Reichweite            | 1390 km                                                  |
| Triebwerke            | 1 × Rolls-Royce 250-B17F/2-Turboproptriebwerk mit 313 kW |